# Birgitta Fuchs
Birgitta Fuchs (* 1961) ist eine deutsche Pädagogin und Autorin.

## Leben
Birgitta Fuchs studierte Katholische Theologie und Anglistik für das Höhere Lehramt an der Universität Würzburg und schloss ihr Studium 1987 mit dem Ersten Staatsexamen ab. Im Jahr 1995 promovierte sie im Fach Allgemeine Pädagogik an der Universität Wien. 2006 habilitierte sie an der Kulturwissenschaftlichen Fakultät der Universität Bayreuth. Fuchs hat Lehrstuhlvertretungen an verschiedenen Universitäten wie Würzburg, Bonn, Eichstätt, Köln und Bayreuth übernommen. Darüber hinaus war sie als Gastprofessorin am Institut für Bildungswissenschaften der Universität Wien tätig. Ihre Veröffentlichungen und Herausgeberschaften beschäftigen sich mit der Geschichte der Erziehungswissenschaft, darunter Grundlagenwerke für das Studium der Erziehungswissenschaft.

## Veröffentlichungen
- Fuchs, Birgitta: Friedrich Schleiermacher. Einführung mit pädagogischen Texten. - Paderborn: Schöningh (2015), 231 S. - ISBN 3-506-77678-9; ISBN 978-3-506-77678-5
- Böhm, Winfried (Hrsg.); Fuchs, Birgitta (Hrsg.); Seichter, Sabine (Hrsg.): Hauptwerke der Pädagogik. Durchges. und erw. Studienausg. - Paderborn u. a.: Schöningh u. a. (2011), XXVIII, 488 S. - UTB. 8464; Pädagogik, Erziehungswissenschaft - ISBN 3-8252-8464-6; ISBN 978-3-8252-8464-0
- Fuchs, Birgitta (Hrsg.): Ästhetik und Bildung. - Würzburg: Ergon-Verl. (2010), 173 S. - Systematische Pädagogik. 11 - ISBN 978-3-89913-804-7
- Fuchs, Birgitta (Hrsg.): Urteilskraft und Pädagogik. Beiträge zu einer pädagogischen Handlungstheorie. Lutz Koch zum 65. Geburtstag. - Würzburg: Königshausen & Neumann (2007), 273 S. - ISBN 3-8260-3597-6; ISBN 978-3-8260-3597-5
- Fuchs, Birgitta (Hrsg.); u. a.: Schillers ästhetisch-politischer Humanismus. Die ästhetische Erziehung des Menschen. - Würzburg: Ergon-Verl. (2006), 134 S. - Systematische Pädagogik. 10 - ISBN 3-89913-516-4
- Fuchs, Birgitta: Maria Montessori. Ein pädagogisches Porträt. - Weinheim: Beltz (2003), 162 S. - Uni-Taschenbücher. 2321; Pädagogische Porträts - ISBN 3-8252-2321-3
- Fuchs, Birgitta: Schleiermachers dialektische Grundlegung der Pädagogik. Klärende Theorie und besonnene Praxis. - Bad Heilbrunn: Klinkhardt (1998), 181 S. - ISBN 3-7815-0941-9 - Zugl.: Wien, Univ., Diss. 1998.
- Fuchs, Birgitta (Hrsg.); u. a.: Alternativen frühkindlicher Erziehung. Von Rousseau zu Montessori. - Würzburg: Königshausen u. Neumann (1992), 177 S. - ISBN 3-88479-669-0
- Fuchs, Birgitta (Hrsg.); u. a.: Montessori-Paedagogik und die Erziehungsprobleme der Gegenwart. - Wuerzburg: Koenigshausen u. Neumann (1989), 143 S. - ISBN 3-88479-423-X